# Acceptable in the 80s
Acceptable in the 80s è un singolo del DJ scozzese Calvin Harris, pubblicato nel 2007 ed estratto dall'album I Created Disco.

## Tracce
- 10"

1. Acceptable In The 80s – 5:33
2. This Is The Industry – 3:36

## Classifiche
| Classifica (2007) | Posizione raggiunta |
| ----------------- | ------------------- |
| Regno Unito       | 10                  |